# 丹東浪頭空港
丹東浪頭空港（たんとうろうとうくうこう）は中華人民共和国遼寧省丹東市に位置する空港。1985年4月開港。丹東中心部より14km。

## 概要
1985年開設の軍民共用空港。開港当初は2600mの滑走路と小規模なターミナルがあるのみの空港だったが、その後順次拡張が行われ、現在は3500mの滑走路を有する。2014年には新旅客ターミナルがオープンした。

## 就航路線

### 国際線
- 2007年5月29日、中国南方航空が仁川国際空港との路線を開設したが、現在は運休している。
- 2017年3月28日、高麗航空が平壌国際空港との路線を開設したが（週2便）[2]、極度の不振によりわずか1ヶ月で運行を取りやめた[3]。

### 国内線
- 中国国際航空
  - 北京首都国際空港
- 中国南方航空
  - 上海浦東国際空港
  - 深圳宝安国際空港（浦東経由）
- 上海航空
  - 青島流亭国際空港